# Boophis doulioti
Boophis doulioti is een kikker uit de familie gouden kikkers (Mantellidae). De soort werd voor het eerst wetenschappelijk beschreven door Fernand Angel in 1934. De soort behoort tot het geslacht Boophis. De soortaanduiding doulioti is een eerbetoon aan Henri Louis Douliot (1859–1892).

## Leefgebied
De kikker is endemisch in Madagaskar. De soort is aangetroffen op een hoogte van 800 meter boven zeeniveau in het westen van het eiland.

## Synoniemen
- Rhacophorus doulioti Angel, 1934